# Seznam severnokorejskih letalskih asov korejske vojne
Seznam severnokorejskih letalskih asov korejske vojne je urejen po številu doseženih letalskih zmag.
- Kam Den Dek -                         8
- Kim Di San -                          6